# Kodeks 0132
Kodeks 0132 (Gregory-Aland no. 0132) ε 82 (Soden) – grecki kodeks uncjalny Nowego Testamentu na pergaminie, paleograficznie datowany na IX wiek. Rękopis jest przechowywany jest w Christ Church College (B VIII, 5) w Oksfordzie.

## Opis
Do dziś zachowała się 1 karta kodeksu (24,5 na 18,5 cm) z fragmentem Ewangelii Marka (5,16-40).
Tekst pisany jest dwoma kolumnami na stronę, w 33 linijkach w kolumnie, 14-18 liter w linijce. Stosuje przydechy i akcenty.
Jest palimpsestem, tekst górny należy do minuskułu 639 (XI wiek).

## Tekst
Tekst kodeksu reprezentuje mieszaną tradycję tekstualną. Kurt Aland zaklasyfikował go do kategorii III.

## Historia
Gregory datował na IX wiek, Aland datował kodeks na IX wiek. W ten sam sposób datuje go obecnie INTF.
Rękopis został odkryty przez A. A. Vansittart.
Był badany i opisywany przez Kitchin, Tischendorfa i Gregory'ego.
Pierwotnie był oznaczany przy pomocy siglum Wf. Gregory w 1908 roku dał mu siglum 0132.
Rękopis cytowany jest w krytycznych wydaniach greckiego Nowego Testamentu (NA26, NA27). W NA27 cytowany jest jako świadek pierwszego rzędu.